# StillWell
StillWell, anteriormente conocido como Capital Q, es un grupo de rap metal formado por el rapero Q-Unique, Reginald "Fieldy" Arvizu (bajista de Korn) y Wuv (baterista de P.O.D.). Inicialmente Steve "Sleeve" Licata integró la banda como guitarrista.
La banda describen su género musical como "Street Metal" referido a su mezcla entre West Coast hip hop y heavy metal.

## Historia
StillWell formado a principios de 2006, lanzó su primer sencillo "Killing Myself to Live" editado en octubre de 2007. Desde entonces el proyecto ha estado entrando y saliendo del estudio, debido al compromiso de Fieldy con Korn, la mayor parte del tiempo ha sido el factor decisivo en la disponibilidad de Stillwell.
Su álbum será producido por Fieldy y Polar Bear, ganador del premio Grammy, y en un principio se lanzaría un DVD dirigido por Sebastian Paquet.
Finalmente el álbum debut titulado Dirtbag se lanzó en mayo de 2011 a través de Nu Day Records. Contiene una versión de "Whole Lotta Love" de Led Zeppelin y el sencillo "You Can't Stop Me" cuyo video musical está dirigido por Sébastien Paquet, Scott Keyzers y Joshua Allen.
Posteriormente se lanzó oficialmente el EP Surrounded by Liars en octubre de 2011 el cual estaba destinado a lanzarse inicialmente como su primer trabajo en estudio. Este contiene seis versiones originales de las canciones que aparecieron en su debut Dirtbag además de su primer lanzamiento "Killing Myself to Live".
En 2011, actuaron como banda soporte de Disturbed y Korn en la gira musical Music as a Weapon V.
Raise It Up es el título de su segundo álbum de estudio editado por Rat Pak Records en noviembre de 2015 bajo la producción de Chris Collier.

## Miembros de la banda
- Q-Unique - voz
- Reginald "Fieldy" Arvizu - guitarra
- Pablo "Spider" Silva - bajo
- Noah "Wuv" Bernardo - batería

## Discografía

### Álbumes
Álbumes de estudio
- Dirtbag (2011)
- Raise It Up (2015)
- Supernatural miracle (2020)

EPs
- Surrounded by Liars (CD/DVD) (2009)

### Videos musicales
| Año  | Título                | Director(es)                                   |
| ---- | --------------------- | ---------------------------------------------- |
| 2011 | "You Can't Stop Me"   | Sébastien Paquet, Scott Keyzers y Joshua Allen |
| 2011 | "Surrounded by Liars" | —                                              |
| 2015 | "Mess I Made"         | Lynwood Films                                  |
| 2015 | "Raise It Up"         | Lynwood Films                                  |